# 駒沢敏器
駒沢 敏器（こまざわ としき、1961年1月14日 - 2012年3月）は、日本の作家、翻訳家。

## 人物
東京都町田市出身。東京都立狛江高等学校を経て、創設されたばかりのテンプル大学ジャパンキャンパスに入学。アメリカ合衆国へ渡りテンプル大学教養学部（アメリカ研究学）卒業。
高校時代に町田の喫茶店K&A（K&A閉店後は、カフェ・グレを中心に活動）の仲間とともにMORGEN ROTEというミニコミ誌を発行。同じ町田在住の片岡義男のポストにも投函された。その頃、コリン・フレッチャーの『遊歩大全』の影響を受けアウトドアライフに没頭する。日本を代表するバックパッカーで文筆家でもある加藤則芳の知遇を得て、様々な人々との交流を深める。
テンプル大学日本校に入学し、2年後にフィラデルフィアのテンプル大学本校へ留学し、1986年卒業。アメリカからの帰国後、1987年に片岡義男の紹介でスイッチ・パブリッシングに入社。同社の雑誌『SWITCH』の編集に携わり、インタビュー記事などを執筆するとともに、複数の作家の作品を翻訳した。
1992年に退社した後は、衛星デジタルラジオ局「セント・ギガ」のスタッフとして活動するかたわらフリージャーナリストとして取材活動を行い、『SWITCH』、『SINRA』、『NAVI』、『Class X（太陽臨時増刊号）』、『エスクワイア日本版』、『STUDIO VOICE』などの雑誌を中心にアメリカ文化や自然環境をテーマとする紀行文学的な作品を発表する。特に、1992年には『エスクワイア日本版』の取材のためハワイを訪問し、アメリカに蹂躙された原住民と触れ、「伝説のハワイ」を掲載。これを基に1994年には以前から交流のあった写真家の佐藤秀明と組み『伝説のハワイ』を出版した。この時の取材体験が後の沖縄への興味へ繋がることになった。なお、この本は、後に英訳されハワイ大学の教科書にも利用されたという。
1992年には、テレビ番組プロデューサー田口賢司と組み、フジテレビ系深夜番組でアメリカのギターメーカーを取材した番組『the American Guitars』のインタビュー取材及び構成を担当した。1994年には同じく田口と組み、フジテレビ系深夜番組『in to the music』の前半3作の構成等を担当し、当該取材をもとに『NAVI』に「音の風景へ」を連載した。これはその後『ミシシッピは月まで狂っている』に纏められたが、ハワイ、スコットランド、そしてミシシッピのブルーズなどアメリカの伝統音楽を深く掘り下げた作品として高く評価されている。 
また、アメリカ大陸を車で数度横断し、その間アメリカの小さな町を取材した記事をNHKラジオ英会話の教本に「Small Town Talk」として1996年6月から1998年12月まで連載した。これは2005年7月に『語るに足る、ささやかな人生 : アメリカの小さな町で』として取り纏められ出版された。 
更に、マディソン・スマート・ベルやジェイ・マキナニーなどのアメリカ文学に留まらず、児童文学から中国出身の作家の小説まで、広い分野の海外文学作品の翻訳を精力的に手掛け、複数の書籍を発行している。 
2002年6月から2003年4月まで、雑誌『NAVI』の誌上において6名の人物を取材した「時の贈り物」を写真家ミーヨンと組み発表。 
2004年には自らの身上をモチーフとした小説『夜はもう明けている』を発表し、ライターという立場から作家（兼 翻訳家）に転身を図り、その後、小学館の『きらら』を中心に長編、短編など各種小説を発表した。この時のいくつかの作品は、後に『人生は彼女の腹筋』『ボイジャーに伝えて』 に纏められている。
さらに、1999年頃より沖縄に傾注し、建築系雑誌『CONFORT』に2000年5月から2001年6月まで「おきなわ建物」を連載した。
1999年には、沖縄取材を通じて琉球料理家の山本彩香と知り合い、親子のような親交を深めた。
彼女の料理や生い立ちを取り上げた「とーあんしゃさ」は雑誌『coyote』に2007年9月から2008年6月まで連載された。
またその後も足しげく沖縄に通いアメリカ統治時代の沖縄に関するルポルタージュを草思社のWeb連載「58号線の裏へ」にて2005年から2007年にかけ発信した。これは2009年に『アメリカのパイを買って帰ろう 沖縄58号線の向こうへ』としてまとめられている。
コザを中心に活動するミュージシャンであるローリー・クックと2002年NAVIの取材で知り合い親しくなり、その後も交友を継続した。
2010年から2011年にかけて、東京西麻布の新世界で山本彩香やローリー・クックを招き複数回トークライブを行っている。
2007年から2008年にかけては、サントリー宣伝部と中国、京都、フランスなどを取材し、烏龍茶、日本茶、そしてミネラルウオーターについて掘り下げた記事を『coyote』に掲載している。
2006年8月から2008年9月まで、複数の作家等がweb上にエッセイを掲載する「先見日記」（NTTデータ）の月曜担当としてエッセイを連載し、同時に2006年4月から2012年1月までフジテレビ系のブログ・ライティングに、また、足しげく通った横浜市あざみ野のスペイン料理店ヒラソルのブログに2009年1月から2011年10月まで「More than Yesterday essays by toshiki komazawa」と題するエッセイを連載した。
2011年11月から片岡の勧めでビームスの発行する雑誌『In The City』に「アップルパイの午後を歩く」の連載を開始したものの、難病に苦しみ、ゲラが上がっていた小説『ボイジャーに伝えて』の手直しを完成させることなく、逝去。享年51歳。位牌の命日は2012年3月6日となっている。神奈川県横浜市青葉区恩田町の福昌寺の墓所に眠る。
遺作は『きらら』2012年1月号に収載された『秋になれば街は』となった。
死後の2014年には、『きらら』に掲載された小説を集めた『人生は彼女の腹筋』が小学館『きらら』の元編集長の尽力により発行された。また、2020年12月には絶版となっていた『ミシシッピは月まで狂っている』が、電子書籍として復刻された。
2005年7月から2007年6月まで小学館の「きらら」（文芸誌）に連載された『ボイジャーに伝えて』が、駒沢逝去後10年を経て、2022年7月に風鯨社から出版された。
また、2007年9月から2008年6月までSwitch Publishingの「Coyote」（雑誌）に連載された『山本彩香　とー、あんしやさ　琉球料理の記憶と味の物語』が、2023年4月1日の山本の誕生日にあわせSwitch Publishingから出版された。
今後も、いくつかの書籍の復刻が計画されている。
高校時代の同期に、溝口肇（チェリスト）、川島裕二（ミュージシャン）、山内薫（ベーシスト）、石川みゆき（元ニッポン放送アナウンサー）などがいる。

## 著書
- 『伝説のハワイ』（東京書籍、佐藤秀明共著） 1994
- 『街を離れて森のなかへ』（新潮社） 1996
- 『ミシシッピは月まで狂っている』（講談社） 1996
- 『地球を抱いて眠る』（NTT出版） 2000
- 『夜はもう明けている』（角川書店） 2004
- 『語るに足る、ささやかな人生 ～アメリカの小さな町で』（日本放送出版協会） 2005
- 『アメリカのパイを買って帰ろう 沖縄58号線の向こうへ』（日本経済新聞出版社） 2009
- 『人生は彼女の腹筋』（小学館） 2014
- 『ボイジャーに伝えて』（風鯨社） 2022
- 『山本彩香　とー、あんしやさ　琉球料理の記憶と味の物語』（Switch Publishing） 2023

## 翻訳
- 『彼女のアラスカ - ベスト・アウトドア・コラム 』（バリー・ロペス、東京書籍） 1991
- 『ゼロ・デシベル』（マディソン・スマート・ベル、新潮社） 1991
- 『道のまん中のウェディングケーキ』（マディソン・スマート・ベル他、白水社） 1994
- 『空から光が降りてくる』上・下（ジェイ・マキナニー、講談社） 1997
- 『ナイーヴ・スーパー』（アーレン・ロー、日本放送出版協会） 2003
- 『魔空の森 ヘックスウッド』（ダイアナ･ウィン･ジョーンズ、小学館） 2004
- 『ABCDJ  - とびきりの友情について語ろう』（ボブ・グリーン、日本放送出版協会） 2007
- 『スカルダガリー 1』（デレク・ランディ、小学館） 2007
- 『トーテム・サーモン - 聖なる生命サーモンのおしえ』（フリーマン・ハウス、山と溪谷社） 2007
- 『自由生活』上・下（ハ・ジン,フリーマン・ハウス、日本放送出版協会） 2010